# 虚人たち
『虚人たち』（きょじんたち）は、筒井康隆の小説。小説の「虚構性」、表現手法に対する疑問について極限まで突き詰めたあげく、さまざまな実験的手法を注ぎ込み、不気味な雰囲気を持った小説世界を構築した。第9回泉鏡花文学賞受賞。
『海』に1979年6月から1981年1月まで連載された。単行本は1981年4月中央公論社刊。タイトルはル・クレジオの小説『巨人たち』へのオマージュである。

## 解説
この小説には、作者がそれまで暖めてきた、既存の小説手法に対する挑戦ともいえる、実験的手法がいくつも含まれている。以下はその実験的手法の一部である。通常の小説と違い、この小説の場合は、ストーリーよりも実験的手法そのものがテーマである。

### 時間
この小説は厳格に定時法に則って書かれている。通常の小説では、時間の流れは必ずしも一定ではなく、主人公が移動している時間や寝ている時間などの描写は省かれるが（不定時法）、この小説では時間の流れが描写される時間、主人公の意識の流れと完全に等質化されている。つまり、原稿用紙一枚が一分間に相当し、主人公がトイレに行っている場面なども省略せずにその間の分だけ描写され、主人公が気絶している間はページが真っ白となった。
時間の流れと描写が一致しているため、文体は過去形ではなく現在形である。また、時間が一定に流れていることを表現するため、セリフが入る部分以外は改行がなく、読点もない。
また、この小説では、「主人公が現在の意識のまま時間を移動する」ことができる。われわれが夢の中で、現在の意識を持ったまま子供のころに戻っているような時間体験を、小説でも描写しようという試みである。これにより、主人公は事件が終了した後の会社での出来事などを知ることができるが、この部分は従来の読書法に倣っていては極めて難解であると言えよう。

### 空間
三人称の小説では、作者が「神の視点」を持って出来事を描写するが、この小説では主人公が神の視点を持っている。すなわち、あらゆる場所で起こっている出来事を知ることができる（しかし、この能力自体は、主人公の抱える問題の解決にはあまり役立っていない）。

### 登場人物
この小説では、登場人物が自分たちは「小説の中の登場人物」であることを意識している。また、現実の世界には、自分を「脇役」と思っている人はいないことから、この小説においても、すべての登場人物はそれぞれのドラマを抱えているフィクション中の主人公であると考えている（自分が脇役であることを頑なに拒否しようとする隣人、誘拐事件が自分の抱えているドラマとは関係がないと無関心を装おうとする大学生の息子など、屈折した人物も登場する）。
この小説の本来の主人公である「木村」は、この小説を描写する役割を与えられているものの、「作者」ではないため、自分が置かれている設定を（作者から）まったく知らされていない。鏡をのぞいて自分が中年の男性であることを知り、玄関の表札を見て自分の名前を知るという調子である。
主人公は、こういう場面であれば登場人物はどのように行動すべきか、相手の出方によって小説的にはどのように反応すべきか、これは作者が張った伏線ではないか、などということをいつも考えながら行動することになる。

### 事件
小説に描かれるような大事件が二つ、まったくの偶然にして同時に一人の人間に降りかかることは、現実にはありえない。これを小説化しようというのが実験のひとつでもある。これについては作者も「このような手法のどこに文学的価値があるのか考えていない」としている。

### 風景
描写される風景自体が、小説のために用意されたものであるため、作者が詳細設定必要なしとして手を抜いている部分について登場人物が発見したりする（家の中にかかっている山水画についての設定が決まっていないため、美しいのか汚れているのかも主人公にはわからず「山水画という字が書かれているだけという可能性さえある」とされているなど）。
また、登場人物それぞれが全員主人公であるのと同様、風景もそれぞれのドラマを抱えている。たとえば街中を自動車で走るシーンでは、窓から見える家や店が、ファミリードラマや不倫物などの舞台となっていることがわかるような描写がなされる。

## あらすじ
既来の小説のあらすじに倣って著述すると
妻と娘を別々の犯人に、同時多発的に誘拐されてしまった主人公の男。男は2人を捜し、助ける為に彷徨するが、近隣住人や警察は事件に不干渉、主人公の長男は事件に対して無関心の姿勢を貫くなど、事態はなかなか進展しない。単独で妻と娘を捜す男、しかして彼には理不尽な結末が訪れる…。
という事になる。

## 評価
この作品は、作者の作品歴の中では、本格的な純文学、実験小説の分野への進出を図った分岐路的な小説となる。作品の雰囲気は、『幻想の未来』『佇むひと』『母子像』などの、恐怖小説的な雰囲気を持った一連の作品の系統をひくものであるが、一方、注意深く読むと、初期の長編小説『脱走と追跡のサンバ』の続編であることが（難解ながら）わかる。
発表当時、作者は「ドタバタ・スラップスティックSFの旗手」として、中高生を中心にブームとなっていた真っ最中であり、本を出せば必ずベストセラーといわれた。その中で、突然に発表された純文学的、実験的かつ難解なこの作品についてとまどうファンも多く、映画的に表現すれば「興行的には失敗」した。
この後も、『エロチック街道』『夢の木坂分岐点』など、実験的な純文学作品を発表し続け、これにより「ドタバタ・スラップスティックSF」を期待しているファンは離れていったが、作者は実験的手法の蓄積をもとに、それまでのスラップスティック的小説技術、SF小説の要素を組み合わせ、『文学部唯野教授』『パプリカ』などのベストセラーを生み出していく。一方、「虚構」については、その後も作者の創作活動の中で最大の関心事項の一つとして追求されていく。

## その他
作者は、1981年9月18日のNHK「テレビコラム」で、「現代小説の実験」と題してこの小説の実験的技法を解説。その内容は、エッセイ集『着想の技術』（新潮文庫刊）に、『「虚人たち」について』として収録されている。